# Homonemobius
Homonemobius is een geslacht van rechtvleugeligen uit de familie krekels (Gryllidae). De wetenschappelijke naam van dit geslacht is voor het eerst geldig gepubliceerd in 1935 door Lucien Chopard.

## Soorten
Het geslacht Homonemobius omvat de volgende soorten:
- Homonemobius africanus Chopard, 1955
- Homonemobius monomorphus Bolívar, 1900
- Homonemobius nigricans Ingrisch, 1987
- Homonemobius nigrus Li, He & Liu, 2010